# بری ریچاردسون (بازیکن فوتبال اهل انگلستان)
بری ریچاردسون (انگلیسی: Barry Richardson؛ زادهٔ ۵ اوت ۱۹۶۹) بازیکن فوتبال اهل بریتانیا است.
از باشگاه‌هایی که در آن بازی کرده‌است می‌توان به باشگاه فوتبال شفیلد ونزدی، باشگاه فوتبال ناتینگهام فارست، باشگاه فوتبال منزفیلد تاون، باشگاه فوتبال پیتربورو یونایتد، باشگاه فوتبال پرستون نورث اند، باشگاه فوتبال دونکستر راورز، باشگاه فوتبال استوک‌پورت کانتی، باشگاه فوتبال چلتنهام تاون، باشگاه فوتبال لینکولن سیتی، باشگاه فوتبال گینزبورو ترینیتی، باشگاه فوتبال وایکام واندررز، باشگاه فوتبال نورث‌همپتون تاون، و باشگاه فوتبال ساندرلند اشاره کرد.